# Carolina Dybeck Happe
Carolina Helena Stensdotter Dybeck Happe, född 26 juli 1972 i Högalids församling, Stockholms län, är en svensk företagsledare som är Vice Verkställande Direktör (Vice VD och Operativ chef) för Microsoft och tidigare finansdirektör för det amerikanska multinationella konglomeratet General Electric mars 2020 till september 2024.
Dybeck Happe, som har avlagt civilekonomexamen vid Uppsala universitet, har tidigare arbetat bland annat för EF Education First, Trelleborg AB (finansdirektör 2011–2012), Assa Abloy (bland annat finansdirektör 2012–2018) och A.P. Møller-Mærsk (finansdirektör 2019–2020). Dybeck Happe har också varit ledamot i koncernstyrelserna för Eon SE (2016–2022), Schneider Electric (2019), och Ericsson (2022-2024).